# Розуэлл (Джорджия)
Розуэлл (англ. Roswell) — город в округе Фултон в штате Джорджия в Соединённых Штатах Америки.
Согласно данным переписи населения США 2020 года число жителей города составляло 92 тысячи 883 человека.

## История
В 1830 году американский предприниматель Розуэлл Кинг (1765—1844), во время поездки в северную Джорджию, проезжал через район, который сейчас называется Розуэлл, и увидел большой потенциал для строительства хлопчатобумажной фабрики у ручья Викери-Крик. Поскольку земля поблизости также была хороша и для плантаций, он планировал обустроить переработку хлопка рядом с местом его выращивания.
К середине 1830-х годов Кинг вернулся, чтобы построить фабрику Roswell Mill, которая вскоре стала крупнейшей на севере штата. Он привез с собой 36 рабов-африканцев со своей собственной прибрежной плантации, а также еще 42 квалифицированных раба-плотника, купленных в Саванне для строительства. Рабы построили сооружения, инфраструктуру, дома, квартиры для рабочих фабрики и вспомогательные здания для нового города. Рабы-африканцы привезли свою уникальную культуру гичи (галла), язык и религиозные традиции с побережья на север Джорджии. Чтобы обеспечить загрузку производству, Кинг пригласил и других предпринимателей разбить здесь хлопковые плантации.
К началу Гражданской войны США на хлопчатобумажных фабриках города работало более 400 человек, в основном женщин. Учитывая структуру поселений в регионе Пьемонт, они, вероятно, были шотландско-ирландского происхождения. По мере того, как фабрика увеличивала объемы производства, увеличивалось и количество людей, проживающих в этом районе. Во время войны фабрики были почти полностью уничтожены, но после её окончания Баррингтон Кинг (сын основателя) возобновил производство.
В городе сохранился Буллок Холл — дом, где мать президента США Теодора Рузвельта, Марта «Митти» Буллок (1835—1884) провела своё детство.

## География
Розуэлл расположен в северной части округа Фултон. Южная граница города проходит по реке Чаттахучи, на севере граничит с городом Милтоном, на северо-востоке с Алфареттой, на востоке с Джонс-Криком, на юго-востоке с Пичтри-Корнерс, на юге с Санди-Спрингс, а на северо-западе с Маунтин-Парком и некорпоративными землями в округе Чероки.
По данным Бюро переписи населения США, Розуэлл имеет общую площадь 37,0 квадратных миль (100,8 км2), из которых 40,7 квадратных миль (105,5 км2) — это суша и 1,3 квадратных мили (3,3 км2 или 3,06 %) — это водная поверхность.

## Климат
В Розуэлле влажный субтропический климат, характеризующийся обильными осадками, которые равномерно распределяются в течение года.